# Dương Nguyên
Dương Nguyên (chữ Hán giản thể: 阳原县) là một huyện thuộc địa cấp thị Trương Gia Khẩu, tỉnh Hà Bắc, Cộng hòa Nhân dân Trung Hoa. Huyện này có diện tích 1834 ki-lô-mét vuông, dân số 280.000 người. Mã số bưu chính Dương Nguyên là 075800. Chính quyền huyện Dương Nguyên đóng ở trấn Tây Thành. Huyện này nằm ở tây nam Trương Gia Khẩu, ở lưu vực Tang Cán Hà, giáp tỉnh Sơn Tây. Đường sắt Đại Tần chạy qua huyện này. Thời nhà Hán lập huyện Dương Nguyên, thời nhà Thanh đổi thành huyện Tây Ninh, năm 1914 đổi thành huyện Dương Nguyên. Nông sản ở đây có: cao lương, ngô. Công nghiệp có: hóa chất, cơ khí.